# Hare Rama Hare Krishna
Hare Rama Hare Krishna (hindi: हरे राम हरे कृष्ण) è un film del 1971 diretto e interpretato da Dev Anand. Il titolo fa riferimento ad un mantra induista reso celebre in tutto il mondo dall'Associazione internazionale per la coscienza di Krishna.

## Trama
Prashant e Jasbir sono fratello e sorella che vivono a Montréal in Canada con la loro famiglia, quando i loro genitori si separano Prashant segue la madre e fa ritorno in India mentre Jasbir resta col padre. Alcuni anni dopo Prashant riceve una lettera dal padre con cui viene informato che la sorella è fuggita di casa per vivere in una comune hippy in Nepal, così decide di mettersi alla sua ricerca. Giunto a Katmandu ritrova la sorella: la donna nel frattempo ha cambiato nome in Janice, non si ricorda più di lui e passa il suo tempo consumando droghe psichedeliche. Dopo una serie di incomprensioni i due finalmente si riconoscono ma alla fine Janice/Jasbir, vergognandosi per le sue azioni, si suicida.

## Produzione

### Cast
Il ruolo di Janice venne in origine assegnato da Dev Anand a Zaheeda, che aveva già lavorato con lui in alcune pellicole di successo, tuttavia l'attrice rifiutò il ruolo giudicandolo di secondaria importanza. Venne quindi chiamata Zeenat Aman, attrice quasi esordiente con alle spalle solo un paio di film, la cui carriera decollò proprio a seguito di questa interpretazione.

## Colonna sonora
Il brano Dum Maro Dum interpretato da Asha Bhosle, che nel film viene cantato in playback dall'attrice Zeenat Aman, composto da Rahul Dev Burman (musica) e Anand Bakshi (testo), fu un grande successo, rimase molte settimane nelle classifiche di vendita e risultò la canzone al vertice della hit parade Binaca Geetmala di Radio Ceylon dedicata alle canzoni dei film di Bollywood per l'anno 1972.
La canzone ha avuto successo anche al di fuori dei confini indiani: nel 2004 il rapper statunitense Method Man ha utilizzato un campionamento del brano per incidere What's Happenin in collaborazione con Busta Rhymes. Nel 2005 è stata inserita nella colonna sonora del videogioco Grand Theft Auto: Liberty City Stories prodotto dalla software house Rockstar Games.

### Tracce
1. Asha Bhosle - Dum Maro Dum (Rahul Dev Burman, Anand Bakshi)
2. Lata Mangeshkar - Phoolon Ka Taaron Ka Sabka Kehna Hai (Burman, Bakshi)
3. Kishore Kumar & Lata Mangeshkar - Kanchi Re Kanchi Re (Burman, Bakshi)
4. Kishore Kumar - Ram Ka Naam Badnaam Na Karo (Burman, Bakshi)
5. Kishore Kumar - Phoolon Ka taaron Ka Sabka Kehna Hai (Burman, Bakshi)
6. Kishore Kumar - Ghungroo Ka Bole (Burman, Bakshi)
7. Usha Uthup & Asha Bhosle - I Love You (Burman, Bakshi)

## Distribuzione

### Data di uscita
Il film è uscito nelle sale indiane il 9 dicembre 1971.

## Accoglienza

### Incassi
Il film ebbe un ottimo riscontro al botteghino risultando il settimo per incasso totale in India tra quelli usciti nel 1971.

### Critica
I temi principali del film sono il conflitto tra generazioni e il rapporto tra la cultura indiana e l'occidente. Il film è una rappresentazione dal punto di vista indiano del fenomeno di appropriazione degli aspetti culturali indiani da parte della società occidentale: gli hippie del film rappresentano il travisamento degli aspetti tradizionali della religione indiana da parte degli stranieri.

## Riconoscimenti
- 1972 - Filmfare Awards[7]
  - Miglior attrice non protagonista a Zeenat Aman
  - Miglior cantante in playback femminile a Asha Bhosle
- 1973 - BFJA Awards[8]
  - Miglior film indiano
  - Miglior attrice a Zeenat Aman
  - Miglior colonna sonora a Rahul Dev Burman
  - Miglior cantante in playback maschile a Kishore Kumar